# Zamaradopsis
Zamaradopsis là một chi bướm đêm thuộc họ Geometridae.